# 音楽療法士
音楽療法士（おんがくりょうほうし、music therapist）は、音楽療法を専門に扱う人、職業としている人。音楽療法の詳細については音楽療法を参照。

## 日本の音楽療法士
日本では、専門職としての音楽療法士はあまり普及しておらず、他に職をもちながらの兼業や、看護師や介護士など、その職の中で音楽療法を行うのが一般的である。
仕事内容としては、おもに福祉の場面や医療の場面が多く、身体や精神上の障害を持っている人に対して、その対象者の状況に合わせた音楽的プログラムを組み、音楽を歌ったり、聞かせたりなど、音楽の持つ力を生かしたリハビリテーションを行い、障害の回復や生活の質の向上が図られている。

### 団体・組織
音楽療法士を認定している主な団体・組織の一覧
- 日本音楽療法学会 - 学会認定音楽療法士
- 全国音楽療法士養成協議会 - 音楽療法士専修・1種・2種
- 日本インストラクター技術協会 - 音楽療法インストラクター
- 一般社団法人 兵庫県音楽療法士会 - 兵庫県音楽療法士
- 奈良市社会福祉協議会 - 奈良市音楽療法士
- NPO法人 ぎふ音楽療法協会 - 岐阜県音楽療法士
- NPO法人 日本ナラティブ音楽療法協会